# Maison des Enfants (stacja metra)
Maison des Enfants – stacja metra w Lille, położona na linii 2. Znajduje się w Lille, w  dzielnicy Lomme. Stacja obsługuję mediatekę w dzielnicy Délivrance.
Została oficjalnie otwarta 1 kwietnia 1989. 